# Wikariat apostolski Puerto Gaitán

Mapa wikariatu

Wikariat apostolski Puerto Gaitán (łac. Apostolicus Vicariatus Portus Gaitanus) – wikariat apostolski Kościoła rzymskokatolickiego w Kolumbii, podległy bezpośrednio Stolicy Apostolskiej.

## Historia
Wikariat został erygowany 22 grudnia 1999 roku przez papieża Jana Pawła II bulla Manifestavit Dominus z terytorium prefektury apostolskiej Vichada.

## Ordynariusze
- José Alberto Rozo Gutiérrez SMM  (1999 – 2012)
- Luis Horacio Gomez González (2014 – 2016)
- Raúl Alfonso Carrillo Martínez (od 2016)